# S-слой
S-слой, или паракристалли́ческий пове́рхностный слой, или пове́рхностный S-слой (англ. S-layer) — структурированный слой, выстилающий поверхность клеточной оболочки многих прокариот и состоящий из равномерно упакованных белковых субъединиц. S-слои выявлены у ряда грамположительных и грамотрицательных бактерий, однако наибольшее распространение они получили у архей. У бактерий очень редки случаи, когда S-слой является единственной плотной оболочкой, обычно он сосуществует вместе с пептидогликановой клеточной стенкой. S-слой не играет формообразующей роли и часто утрачивается бактериями, растущими в лабораторных условиях.
Впервые термин «S-слой» был употреблён в 1976 году.

## Строение
S-слой можно рассматривать как простейший тип биологической мембраны, которая образуется путём самосборки из одинаковых белковых субъединиц. Высказывается даже мнение, что у протоклетки мембрана была сходна с S-слоем. Сборка S-слоя начинается с того, что его белковые субъединицы секретируются в экзоплазматический компартмент, где они спонтанно аргрегируют, связываясь друг с другом гидрофобными, водородными и электростатическими связями. Скорость сборки составляет около 500 протомеров в секунду, и в ходе жизни клетки протомеры практически не обновляются. Протомеры S-слоя способны к самосборке и в условиях in vitro. Механизмы, обеспечивающие перестройки S-слоя при росте клеток, пока не известны, возможно, в данном случае имеет место локальный протеолиз.
Белковые субъединицы составляют до 15 % всего белка, синтезируемого бактериальными клетками. Протомеры S-слоя имеют массу от 40 до 200 кДа, содержат мало гидрофобных и серосодержащих аминокислот, в их вторичной структуре есть и α-спирали, и β-слои, и неструктурированные участки. Белки S-слоя характеризуются низкой консервативностью, и их аминокислотные последовательности могут сильно отличаться даже у близких видов. Иногда белковые субъединицы S-слоя гликозилированы. Присоединённая к ним углеводная цепь может быть линейной или разветвлённой и состоит из разнообразных гексоз: мономеров галактозы, глюкозы, маннозы, рамнозы, кроме того, она содержит некоторые другие сахара и уроновые кислоты, которые могут фосфорилироваться и сульфатироваться. Углеводная цепь включает до 150 моносахаридных звеньев и связана с протомером с его остатком серина или тирозина через O-гликозидную связь или с остатком аспарагина N-гликозидной связью.
У грамположительных бактерий белки S-слоя имеют особый консервативный мотив, который взаимодействует с пептидогликаном клеточной стенки. У грамотрицательных бактерий на наиболее удалённом от клетки конце белковых субъединиц имеется специальный домен, с помощью которого белки S-слоя интегрируются во внешнюю мембрану, как правило, за счёт взаимодействия с липополисахаридом.
S-слой имеет толщину от 5 до 15 нм. Через слой проходят регулярно расположенные поры диаметром 2—6 нм, на которые приходится от 30 до 70 % поверхности клетки. Иногда имеется несколько S-слоёв, залегающих поверх друг друга.

## Функции
S-слой играет множество функций в бактериальной клетке. Он обеспечивает её механическую защиту, препятствует попаданию в клетку экзогенных молекул, взаимодействует с бактериофагами. S-слой не даёт покинуть клетку важным молекулам и частицам, выступая в роли «молекулярного сита». У патогенных бактерий S-слой выступает фактором вирулентности, маскируя иммуногенные эпитопы бактериальной клетки и защищая её от различных белков иммунной системы. Некоторые бактерии с помощью S-слоя защищаются от хищной бактерии Bdellovibrio bacteriovorus. У ряда бактерий, особенно цианобактерий, S-слой интенсивно биоминерализуется. Благодаря своей высокой упорядоченности S-слои могут быть использованы в нанотехнологии как биосенсоры, матрицы для иммобилизации ферментов и антигенов, а также ультрафильтры.